# 圣乌苏拉堂 (伯尔尼)
圣乌苏拉堂（St Ursula's Church）是瑞士伯尔尼的一座圣公会教堂。
该教堂是瑞士的十个圣公会堂会之一，有一名驻堂牧师，是圣公会欧洲教区瑞士会吏长区的一部分。圣乌苏拉堂拥有服务伯尔尼州所有讲英语者的事工传统，它还是来自许多不同教派和文化背景的基督徒的家园。

### 19世纪
1832年至1847年，应英国公使邀请，洛桑圣公会基督堂的牧师在伯尔尼举行了21次礼拜，可能是在英国使馆举行。
瑞士各地的酒店经营者都渴望提供礼拜设施。1845年，伯尔尼当局允许在医院教堂举行英语礼拜。一批旅馆老板承诺支付从英国招募一位牧师的费用。十二年后，城墙外的原鹿园出售供重建。州林业部门在希尔森格拉本山顶为建造一座英国教堂而划拨一块土地。1858年，有影响力的英国建筑师乔治·埃德蒙·斯垂特（George Edmund Street）制定了规划，尽管社区为建筑筹集了8454.5法郎，但这还不够。 
1859年，殖民地和洲际教会协会（Colonial and Continental Church Society）承诺支持伯尔尼一位牧师。1887年，英国圣公会差会（SPG）接管了资金。在旧天主教会的圣伯多禄圣保禄堂举行了一段时间的礼拜，但由于罗马天主教反对旧天主教会运动，又影响到外交领域，因此存在一些复杂情况。幸运的是，1887年，他们搬到了勒伯学校的礼堂。
1889年，市政当局准备把邮政街的圣安东尼堂（Antonierkirche，当时用作消防队仓库）交给圣公会，尽管伯纳霍夫酒店老板和威尔金森主教充满热情，但由于缺乏财政支持，这一提议还是失败了。于是同意他们在大教堂举行礼拜（如果礼拜时间发生冲突，则改在法国教堂举行），但教会没有接受这一提议，继续在勒伯学校举行礼拜。

### 建造
伯尔尼开始扩展到阿勒河的另一侧，1881年，英国-伯尔尼土地公司买下了基尔肯费尔德（Kirchenfeld）地区，获得开发该区域的许可，条件是他们建造一座横跨阿雷河的桥梁，将其与市中心连接。在1904年6月14日的会议上，董事们“非常渴望满足教会的愿望”，提供了一个中心地点Jubiläumsplatz，条件是到1905年底，提供建造教堂的资金。
然而，到1904年7月，期望的25000法郎中，只筹集到13318.5法郎。需要筹集的剩余部分，相当于468英镑，这是当时相当可观的数额。由于这里的英国圣公会信徒不多，每年供养牧师需要花费95英镑，已无力捐献更多。
约翰·卡斯尔曼夫人是一位来自美国密苏里州圣路易斯的富有的圣公会教徒，她带着养女来到伯尔尼，要在西奥多·科彻特奥多尔·科赫尔医生的诊所做手术。在那里，她遇到了当时的牧师吉尔伯特·西森（Gilbert Sissons）的母亲，她也有类似的手术。两人都几乎奇迹般地康复了。作为感谢，卡斯尔曼夫人为教堂的建设捐赠了一大笔钱。
“英美教会”于1905年11月递交了建筑许可申请，土地于1906年1月16日转让给圣公会差会。这座教堂被设计成可容纳一百人。仅仅在几个月内，在1906年春天就完成了。建筑师是爱德华·瑞比和恩斯特·萨尔奇利。
1906年9月20日，富勒姆主教托马斯·威尔金森主持了献堂仪式，瑞士联邦委员会成员路德维希·弗勒（Ludwig Forrer）和英国驻瑞士公使乔治·博纳姆爵士（Sir George Bonham）出席了仪式。
维持教堂对信徒来说是一笔可观的开支。1911年底，设立了东窗基金（纪念塞西尔·博纳姆）、钟基金和围栏基金（费用为5000法郎），还设立了购买牧师楼的基金。理查德·普林在1912年写道，即使新的勒奇山铁路（Lötschberg railway）已经开通，贝耶乌尔宫酒店 (Hotel Bellevue Palace) 和施维泽霍夫酒店（Schweizerhof Hotels）也重新开放，但牧师的收入不可能超过每年130英镑或150英镑。而且，没有房子，特别是对于已婚男子来说，是完全不够的。他希望很快能建一座房子，这样伯尔尼可能不再被视为欧洲大陆上工资最低的牧师之一。 。
1914 年，教会从差会获得1752.3法郎的赠款，另有29位私人捐赠的1690法郎。收入总额为3079.7法郎。教会必须为牧师津贴提供资金，金额为4432.5法郎（相当于180英镑）。 其余还要支付清洁工，园丁，和运行教会的费用。
牧师当时住在 杂货街（Kramgasse）

### 20世纪
在第一次世界大战期间，教堂有时人满为患。然而，在两次世界大战之间，伯尔尼的永久英语人口相对较少，信徒很少超过30人，主要由英裔瑞士家庭组成，以及少数来自外交界的代表。值得注意的事件是在1922年，救世军的卜威廉将军来访。
作为1953年加冕庆典的一部分，该堂开始了一场雄心勃勃的运动，募集12万法郎，为牧师建造一个大厅和相邻的住房。市建筑部门给予了支持和建议，但涉及市教育部门在周中使用大厅。这与伯尔尼土地公司最初建造教堂时给教会邻居的契约背道而驰，即土地只能用于教会。经过公开调查，市里撤回了使用大厅的计划，并给予了许可。初步建筑工程于1956年完成，全部工程于1960年1月完工。
1976年9月21日星期二晚礼拜后，电加热器被打开。第二天6时45分，管风琴突然起火，虽然消防队及时赶到，但损失相当大。
1991年税法的修改，使一笔意外之财可用于额外的建筑工作。结果，大厅在1992-4年扩建，其他教会建筑也得到改善。

## 焦点
礼拜是一个重要的优先事项。周日上午10点，大约80人参加圣餐礼拜。礼拜使用圣公会的公祷书。每月第二个主日的礼拜是非正式的，旨在迎合更广泛的人。
外展、祈祷、研究和牧养是事工的其他重要部分，并通过慈善和传教小组支持基督的工作。有一个少年教会和一个活跃的青年团体。